# اونتزو
اونتزو (به ایتالیایی: Onzo) یک کومونه در ایتالیا است که در استان ساونا واقع شده‌است. اونتزو ۸٫۲ کیلومتر مربع مساحت و ۲۱۷ نفر جمعیت دارد و ۴۰۰ متر بالاتر از سطح دریا واقع شده‌است.